# Temnyk
Temnyk – nieoficjalne wytyczne dotyczące polityki informacyjnej, kierowane do mediów w niepodległej Ukrainie w latach 90. XX wieku. Nazwa pochodziła od skrótu rosyjskiego nagłówka - Tiemy nedieli (Tematy tygodnia).
Temnyki wyglądały pozornie jak spisy wydarzeń zaplanowane na następny tydzień. Dotyczyły działalności najwyższych organów państwa, planowanych oficjalnych wizyt, wyjazdów w teren, tematyki posiedzeń rządu i parlamentu, spraw gospodarczych. Jednak przy każdym takim wydarzeniu znajdowała się wskazówka, w jaki sposób należy komentować dane wydarzenie, lub czy ewentualnie należy je zignorować.
Przysyłano je do kierownictw lub redaktorów naczelnych agencji informacyjnych oraz redakcji faxem, nie zawierały nazwisk czy funkcji osób je wydających. Były redagowane w języku rosyjskim, liczyły około 8-10 stron.
Pomimo że dokumenty nie zawierały żadnych gróźb, wszyscy stosowali się do wskazówek temnyków. W przeciwnym przypadku niepokornych spotykały kontrole inspekcji skarbowej i służb sanitarnych, rewizje milicji, lub nawet utraty koncesji. 

## Literatura
- Marcin Wojciechowski - "Pomarańczowy majdan", Warszawa 2006, ISBN 83-7414-187-5